# Émile-Félix Gautier
Émile-Félix Gautier (Clermont-Ferrand, 19 ottobre 1864 – Pontivy, 16 gennaio 1940) è stato un geografo ed etnografo francese.

## Biografia
Entrato nel 1884 all'École Normale Supérieure di Parigi, nel 1887 gli fu rifiutato l'accesso alla selezione per diventare professore di Storia. Si trasferì allora in Germania,  a Nancy, dove, nel 1891, fu ammesso alla selezione per l'insegnamento del Tedesco. L'anno seguente si recò in missione di esplorazione nel Madagascar che, all'epoca, era un'isola ancora prevalentemente inesplorata. La missione durò tre anni e terminò nel 1895 con l'occupazione del Paese da parte della Francia.
Gautier venne allora nominato Direttore dell'Insegnamento nel Madagascar, ruolo che ricoprì sino al 1899. È durante questo suo soggiorno che scrisse l'importante testo "Géographie physique de Madagascar", che gli servì come tesi di Laurea nel 1902.
Dopo l'esperienza malgascia Gautier si recò nel Nord Africa, dove venne nominato docente alla Scuola di Lettere di Algeri.
Sostenuta la sua Tesi di Dottorato, iniziò l'esplorazione del Sahara nelle regioni del Saura, del Tuat, del Tidikelt, dell'Hoggar, sino al Niger. Al suo ritorno, mettendo assieme e correlando le osservazioni e le conclusioni dei suoi studi sahariani, compose un'opera fondamentale: "Le Sahara algérien", terminata nel 1928. Sullo stesso tema scrisse molte altre opere, il che lo indusse ad interessarsi anche di altri deserti, in particolare quelli libici e quelli americani.
In seguito Gautier si limitò agli studi sull'Algeria: geografici (Structure de l'Algérie, del 1922), storici (Les siècles obscurs du Maghreb, del 1927) e sociali (L'Algérie et la Métropole, del 1920).  Sarà questo il periodo più attivo e fecondo della sua vita. Scrisse in tutto più di 130 libri e articoli.
L'Università di Algeri lo nominò Professore Onorario.
Tre anni prima della sua morte l'élite dei geografi francesi collaborò alla stesura di un testo in suo onore: "Mélanges de géographie
et d'orientalisme offerts à E.F. Gautier".
Morì in Francia a 76 anni, nella cittadina bretone di Pontivy (Saint-Pierre-de-Quiberon), lasciando un'opera considerevole per la molteplicità degli scritti, degli articoli e delle memorie, redatti in 40 anni di attività, ma anche feconda per l'originalità e la novità delle idee.

## Opere principali
- 1902 - Madagascar: Essai de géographie physique. Ed. Challamel.
- 1907 - Études d'ethnographie saharienne. L'Anthropologie, XVIII.
- 1920 - L'Algérie et la Métropole. Payot, Parigi.
- 1922 - Les territoires du Sud. Description géographique. Governo dell'Algeria. Ed. Carbonel, Algeri.
- 1927 - L'islamisation de l'Afrique du Nord. Les siècles obscurs du Maghreb.  Payot, Parigi.
- 1928 - Le Sahara. Payot, Parigi.
- 1930 - Un siècle de colonisation.
- 1931 - Trois héros. Parigi.
- 1934 - Le monument de Tin Hinan. Annali dell'Accademia di scienze coloniali. T. VII. (In collaborazione con Maurice Reygasse)
- 1939 - L'Afrique blanche.
- 1939 - Missions au Sahara. (in collab. con Raymond Chudeau).